# Promenaea riograndensis
Promenaea riograndensis är en orkidéart som beskrevs av Rudolf Schlechter. Promenaea riograndensis ingår i släktet Promenaea och familjen orkidéer. Inga underarter finns listade i Catalogue of Life.